# M108 (semovente)
Il semovente d'artiglieria statunitense M 108 - basato sullo stesso scafo unificato che diede origine anche all'M109 - ha sostituito il precedente M52. Entrambi hanno avuto un obice di calibro 105mm, per cui si trattava di artiglieria corazzata leggera.
Ma l'M108 ha avuto una struttura più convenzionale, con il pilota sistemato nello scafo, una torre brandeggiabile su 360 gradi, motore Diesel e realizzazione in lega d'alluminio, per una maggiore leggerezza. In sostanza si trattava di un veicolo di generazione successiva, nonostante la maggiore ortodossia del disegno generale.
L'obice, pur impiegando le stesse munizioni era dotato di una canna assai più lunga di quella del predecessore, equipaggiata anche con un voluminoso estrattore di fumo all'estremità. Una mitragliatrice da 12,7 era presente sulla torretta per la difesa ravvicinata.
La mobilità era ottima, grazie ad un potente motore diesel e ad adeguate sospensioni, mentre il peso, per via della presenza di un'arma abbastanza leggera, era alquanto ridotto, e aiutava la galleggiabilità del grosso scafo quando approntato per il guado di specchi d'acqua.

## Operatività
Inizialmente l'idea era quella di realizzare simultaneamente 2 diversi semoventi sullo stesso scafo, come nel caso delle artiglierie pesanti del tipo M107/M110. Ma in effetti, l'M108 non era del tutto soddisfacente come sistema d'arma, soprattutto perché realizzato con lo stesso scafo con il quale fu possibile progettare anche il più potente semovente M109, che con un obice da 155mm ha rappresentato il sistema d'artiglieria 'definitivo' per l'US Army.
A differenza dell'M107, l'M108 non aveva praticamente alcun vantaggio di gittata rispetto al '109, mentre era molto inferiore in termini di potenza di fuoco. Dal momento che lo chassis oltre ad essere lo stesso, era molto pesante e costoso, il semovente da 105mm era poco armato e troppo costoso per quello che offriva.
Quanto alla carriera operativa dell'M108, esso è stato impiegato dall'inizio degli anni sessanta (dal 1963 in poi), ma l'epoca dei semoventi da 105mm finì rapidamente a vantaggio di quelli da 155 e così ben presto i veicoli di questo tipo vennero soppiantati nelle unità di prima linea. Nondimeno, ebbero un certo impiego in Vietnam da parte di alcuni dei numerosi gruppi di artiglieria americani lì impiegati durante la guerra.

## Operatori
Paraguay
- Ejército Paraguayo

6 donati dal Brasile nel 2020.
 Uruguay
- Esercito uruguaiano

10 M108 donati dal Brasile nel 2022.

### Operatori passati
Australia
- Australian Army

6 M108 presi in leasing dagli Stati Uniti durante la guerra del Vietnam.
 Belgio
- Componente terrestre dell'armata belga

90 in servizio negli anni '80.
 Brasile
- Exército Brasileiro

72 M108AP acquistati di seconda mano dagli Stati Uniti nel 1970, consegnati nel 1972 e ritirati entro il 2019.
 Spagna
- Ejército de Tierra

48 esemplari ritirati dal servizio negli anni '90.
 Stati Uniti
- United States Army

 Taiwan
- Zhōnghuá Mínguó Lùjūn

117 acquistati a partire dal 1970 e ritirati tra il 1999 e il 2003.
 Turchia
- Türk Kara Kuvvetleri

26 ritirati dal servizio.